# Reakcja Blanca
Reakcja Blanca (zwana również chlorometylowaniem Blanca) – reakcja pierścieni aromatycznych, formaldehydu i chlorowodoru w chemii organicznej. Powoduje podstawienie w pierścieniu za atom wodoru grupy -CH2Cl (na zasadzie substytucji elektrofilowej). Jest zazwyczaj katalizowana kwasami lewisa (takimi jak chlorek cynku).

## Mechanizm reakcji
Reakcja przebiega w kwaśnym środowisku i w obecności ZnCl2 jako katalizatora. Kwas powoduje protonowanie aldehydu, przez co atom węgla w grupie karbonylowej staje się bardziej elektrofilowy i podatny na atak pierścienia aromatycznego.
Elektrony pi atakują cząsteczkę formaldehydu, tworząc jako niestabilny produkt przejściowy addukt. Następnie dochodzi do ponownej aromatyzacji pierścienia, przez oderwanie protonu. Powstający alkohol benzylowy reaguje z anionem chlorkowym na zasadzie reakcji SN1. Chlorek cynku w tej reakcji pomaga stworzyć z grupy -OH lepszą grupę odchodzącą.
Inne możliwe elektrofile, które mogą brać udział w tej reakcji to między innymi kation (chlorometylo)oksoniowy (ClH2C–OH2+) lub ClCH2+, które mogą się tworzyć przy udziale chlorku cynku.
Reagenty które są zdezaktywowane i niechętnie biorą udział w reakcji Friedla-Craftsa(np. acetofenon lub nitrobenzen), nie będą chętnie brały również udziału w reakcji chlorometylowania (ponieważ pierścienie aromatyczne są wtedy uboższe w elektorny). Dezaktywowane substraty lepiej reagują w zmodyfikowanej reakcji chlorometylowania, z użyciem eteru metylowo-chlorometylowego i w obecności 60% kwasu siarkowego. Z kolei, silnie aktywowane substraty (np. fenole) będą dalej reagować przez reakcję Frielda-Craftsa i wydajność całego procesu może być niska. Często obserwowany produkt uboczny to diarylometan.
Wadą tej reakcji jest powstawanie silnie karcynogennego eteru dichlorodimetylowego.
Istnieje możliwość przeprowadzenia fluorometylowania, bromometylowania lub jodometylowania, używając odpowiedniego kwasu.